# WWE Draft (2008)

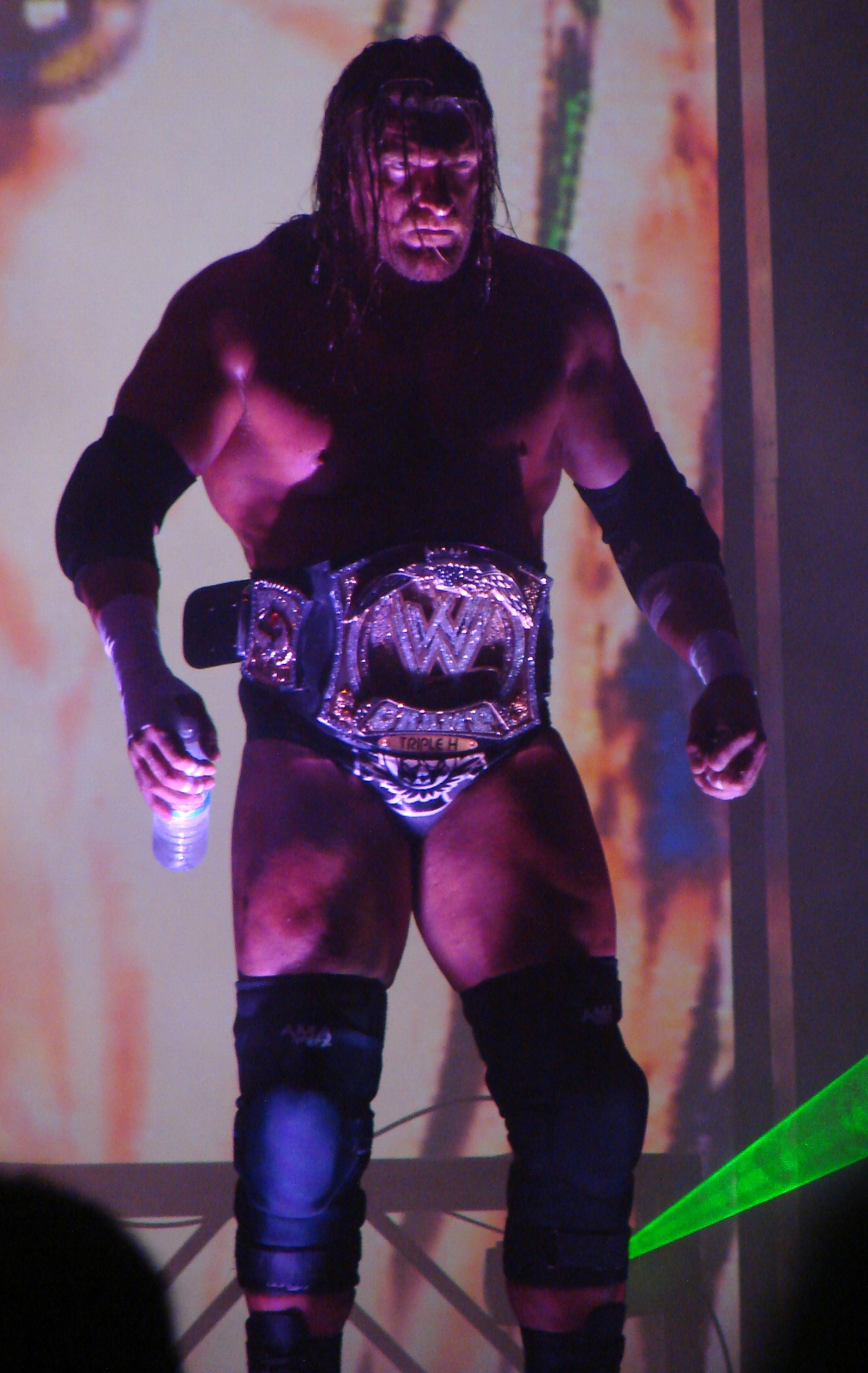
WWE Champion Triple H foi a última transferência televisionada.

O 2008 World Wrestling Entertainment (WWE) Draft Lottery  aconteceu no AT&T Center em San Antonio, Texas em 23 de junho de 2008. O Draft aconteceu ao vivo por três horas no programa símbolo da WWE, Raw na USA Network. Pelo segundo ano consecutivo, o Draft aconteceu nas três brands da WWE: Raw, SmackDown, e ECW. Todo empregado, diva, narrador, comentarista, e general manager da WWE poderiam ser transferidos. Similarmente ao Draft de 2007, lutadores de cada brand competiram para ganhar um lutador aleatório para sua brand. As seleções foram aleatoriamente (kayfabe) selecionadas pelo computador, sendo exibido no telão. Como no ano anterior, um Draft Suplementar aconteceu em 25 de junho. O Draft mostrou o Raw transferindo para si o Campeão da ECW, Kane, da ECW. A ECW transferiu o Campeão dos Estados Unidos, Matt Hardy, do SmackDown. A última transferência foi do SmackDown, que levou do Raw o Campeão da WWE, Triple H.

## Antes do Draft
O Draft foi anunciado pelo presidente da WWE, Vince McMahon, na edição de 26 de maio do Raw. Durante o anúncio, McMahon disse que todos os empregados de todas as brands poderiam ser transferidos. Na edição de 16 de junho do Raw, McMahon que seu McMahon's Million Dollar Mania aconteceria na mesma noite do WWE Draft. Durante o concurso, McMahon deu 1 milhão de dólares à fãs. McMahon telefonava ao fãs registrados, pedindo uma senha. Se sua resposta estivesse correta, ele daria ao fã uma parte do prêmio de 1 milhão.
Em 24 de junho, WWE anunciou em seu website, que um Draft Suplementar ocorreria dia 25 de junho. Como no ano anterior, foi conduzido aleatóriamente, com cada brand recebendo certo número de seleções. Lutadores afetados pelo Draft televisionados não participariam da edição suplementar. Diferente de anos anteriores, durante o Draft, vários empregados não haviam sido avisados de suas próprias transferências.

## Seleção de lutadores
Aconteceram 28 transferências ao fim do draft. 11 ao vivo na televisão, e 17 durante o Draft Suplementar. Raw ganhou cinco seleções televisionadas e seis no Draft Suplementar. O SmackDown recebeu cinco seleções televisionadas e sete durante o Suplementar. A ECW recebeu uma seleção televisionada e quatro no Suplementar. Os 28 incluiram dois comentaristas, duas Divas, e 24 lutadores masculinos (sendo dois inativos).

### Draft televisionado

#### Lutas
Durante o show, representantes do Raw, ECW, e SmackDown se envolveram em lutas por seleções. Aconteceram 9 lutas, onde Raw venceu quatro, ECW uma, SmackDown três, e uma acabou sem vencedor.
| # | Luta                                                                                       | Estipulação                              | Vencedor                            |
| - | ------------------------------------------------------------------------------------------ | ---------------------------------------- | ----------------------------------- |
| 1 | Raw: Triple H vs. SmackDown: Mark Henry                                                    | Luta individual por 1 seleção            | Raw: Triple H                       |
| 2 | SmackDown: Finlay e Hornswoggle vs. Raw: Carlito e Santino Marella                         | Luta de duplas por 1 seleção             | SmackDown: Finlay e Hornswoggle     |
| 3 | Raw: Hardcore Holly e Cody Rhodes vs. ECW: Chavo Guerrero e Bam Neely                      | Luta de duplas por 1 seleção             | Raw: Hardcore Holly e Cody Rhodes   |
| 4 | ECW: John Morrison e The Miz vs. SmackDown: The Hardys (Matt e Jeff)                       | Luta de duplas por 1 seleção             | ECW: John Morrison e The Miz        |
| 5 | Raw: Melina e Mickie James vs. SmackDown: Natalya e Victoria                               | Luta de duplas por 1 seleção de narrador | Raw e SmackDown: Sem vencedor       |
| 6 | Raw: John Cena vs. SmackDown: Edge                                                         | Luta individual por 1 seleção            | Raw: John Cena                      |
| 7 | SmackDown: Montel Vontavious Porter vs. ECW: Tommy Dreamer                                 | Luta individual por 1 seleção            | SmackDown: Montel Vontavious Porter |
| 8 | Raw: John "Bradshaw" Layfield vs. ECW: Kofi Kingston                                       | Luta individual por 1 seleção            | Raw: John "Bradshaw" Layfield       |
| 9 | Raw, ECW, e SmackDown: 5 lutadores de cada programa, 15 no total, se envolveram nessa luta | Battle Royal por 2 seleções              | SmackDown: Edge                     |

#### Seleções
| Seleção # | Brand (para) | Empregado (Nome real)            | Papel    | Brand (de) |
| --------- | ------------ | -------------------------------- | -------- | ---------- |
| 1         | Raw          | Rey Mysterio (Rey Mysterio)      | Lutador  | SmackDown  |
| 2         | SmackDown    | Jeff Hardy                       | Lutador  | Raw        |
| 3         | Raw          | CM Punk (Phil Brooks)            | Lutador  | ECW        |
| 4         | ECW          | Matt Hardy                       | Lutador  | SmackDown  |
| 5         | SmackDown    | Jim Ross                         | Narrador | Raw        |
| 6         | Raw          | Michael Cole (Michael Coulthard) | Narrador | SmackDown  |
| 7         | Raw          | Batista (Dave Batista)           | Lutador  | SmackDown  |
| 8         | SmackDown    | Umaga (Eddie Fatu)               | Lutador  | Raw        |
| 9         | Raw          | Kane (Glenn Jacobs)              | Lutador  | ECW        |
| 10        | SmackDown    | Mr. Kennedy (Ken Anderson)       | Lutador  | Raw        |
| 11        | SmackDown    | Triple H (Paul Levesque)         | Lutador  | Raw        |

### Draft suplementar

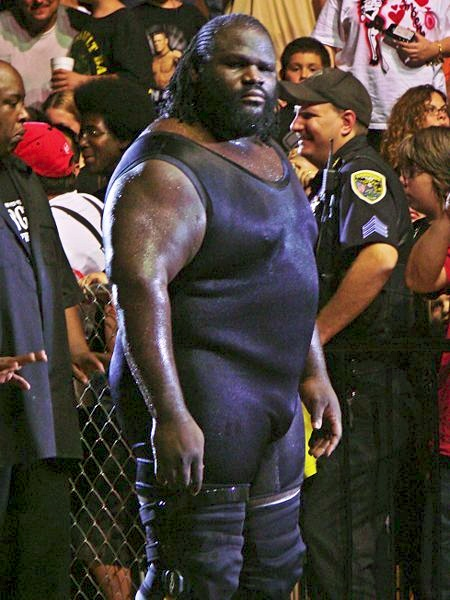
Mark Henry foi o 12° transferido.

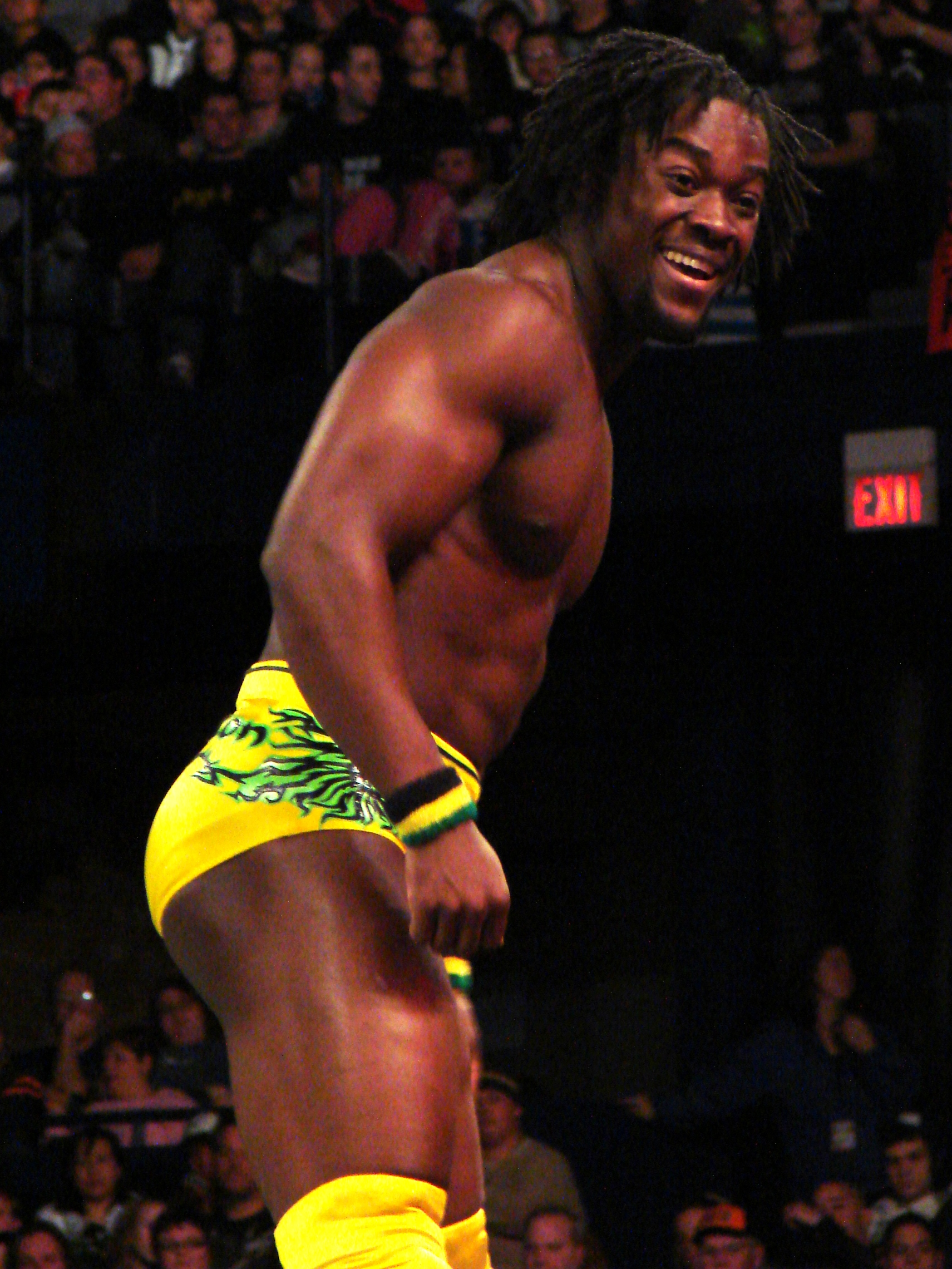
Kofi Kingston foi o último transferido.

| Seleção # | Brand (para) | Empregado (Nome real)                | Papel   | Brand (de) |
| --------- | ------------ | ------------------------------------ | ------- | ---------- |
| 12        | ECW          | Mark Henry                           | Lutador | SmackDown  |
| 13        | Raw          | Jamie Noble (James Gibson)           | Lutador | SmackDown  |
| 14        | SmackDown    | Trevor Murdoch (William Mueller)     | Lutador | Raw        |
| 15        | SmackDown    | Big Daddy V (Nelson Frazier, Jr.)    | Lutador | ECW        |
| 16        | Raw          | Deuce (Jimmy Reiher, Jr.)            | Lutador | SmackDown  |
| 17        | SmackDown    | DH Smith (Harry Smith)               | Lutador | Raw        |
| 18        | ECW          | Hornswoggle (Dylan Postl)            | Lutador | SmackDown  |
| 19        | ECW          | Super Crazy (Francisco Islas)        | Lutador | Raw        |
| 20        | Raw          | Chuck Palumbo                        | Lutador | SmackDown  |
| 21        | SmackDown    | Brian Kendrick                       | Lutador | Raw        |
| 22        | Raw          | Matt Striker (Matthew Kaye)          | Lutador | ECW        |
| 23        | SmackDown    | Maria (Maria Kanellis)               | Diva    | Raw        |
| 24        | SmackDown    | Shelton Benjamin                     | Lutador | ECW        |
| 25        | ECW          | Finlay (Dave Finlay)                 | Lutador | SmackDown  |
| 26        | SmackDown    | Carlito (Carly Colón)                | Lutador | Raw        |
| 27        | Raw          | Layla (Layla El)                     | Diva    | ECW        |
| 28        | Raw          | Kofi Kingston (Kofi Sarkodie-Mensah) | Lutador | ECW        |

## Resultados
Jim Ross, um dos transferidos, não sabia que mudaria de brand durante o Draft. Após o mesmo, Ross chegou a quase deixar seu emprego como comentarista, devido a sua raiva por deixar o Raw, onde comentava já havia 10 anos. Após o Draft, a ECW ficou sem seu título mundial, já que o ECW Champion Kane, foi transferido para o Raw. SmackDown, no entanto, perdeu seu título secundário, após o United States Champion Matt Hardyser transferido para a ECW. SmackDown, no entanto, recebeu um título mundial, quando o WWE Champion Triple H foi transferido para o SmackDown. Com isso, o Raw perdeu seu título mundial. Após o draft, o ECW Championship foi levado de volta à ECW quando Mark Henry derrotou Kane e The Big Show em uma Triple Threat match no Night of Champions, deixando o Raw sem nenhum título mundial. No episódio de 30 de junho do Raw, CM Punk, que possuía o contrato da Money in the Bank, derrotou o World Heavyweight Champion, Edge, que era um lutador do SmackDown. Por último, o United States Championship retornou ao SmackDown quando Shelton Benjamin derrotou Matt Hardy no The Great American Bash em 20 de julho. Trevor Murdoch e Big Daddy V foram demitidos da WWE antes de fazerem suas primeiras aparições no SmackDown. Chuck Palumbo também foi demitido antes de fazer sua estréia, no Raw.

## Rodapé
- ↑  – Jeff Hardy, originalmente do Raw, foi transferido para o SmackDown antes de sua luta acontecer.
- ↑  – Seleções n° 5 e 6 foram tanto para o Raw quanto para o SmackDown após a luta acabar em dupla desqualificação.
- ↑  – Nem todos os empregados usam seus nomes verdadeiros. Aqueles sem um nome embaixo de seu ring name usam.
- ↑  – Seleções n° 10 e 11 foram para o SmackDown, após Edge ter ganho uma Battle Royal.